# Шабанова Тетяна Данилівна
Шабанова Тетяна Данилівна (нар. 6 травня 1967, Маріуполь, Донецька область, Україна) — українська піаністка класичного та джазового напрямів, педагог, композитор, музикознавець. Автор підручника «Основи імпровізації», навчально-методичного посібника «Драматургия в джазе», низки наукових статей з проблем джазової імпровізації.

## Біографія
Тетяна Шабанова грає на фортепіано з чотирьох років. Закінчила Маріупольське музичне училище за фахом «Фортепіано» у 1987 році. У 1993 закінчила Ростовську державну консерваторію ім. С. В. Рахманінова (за фахом «Фортепіано»). Блискуче склавши державні іспити, отримала направлення до асистентури при Московській Державній консерваторії ім. П. І. Чайковського. Мистецтву імпровізації навчилася самостійно, з дитинства прослуховуючи величезну кількість записів джазової музики.
З 1993 року — викладач з класу фортепіано та імпровізації у ДМШ № 3 м. Маріуполя, а з 1994 року — викладач Маріупольського музичного училища. З 2006 по 2008 рік — завідувач естрадно-джазового відділу Маріупольського музучилища. З 1995 року — викладач кафедри музикознавства ПДТУ (гармонія і форма в естрадно-джазовій музиці, історія сучасної музики, розвиток творчих здібностей, керівництво дипломними роботами), керівник диксиленду ПДТУ (2000—2002 рр.) У 2009—2013 рр. працювала в Ужгородському коледжі культури і мистецтв, Ужгородській філії Київського Національного університету культури і мистецтв. У 2013—2014 рр. працювала у Chine's High Ying Art Training School (Китай).
С 2016 по 2018 рік працювала в The International Centre for Music, Doha, Qatar викладачем фортепіано та імпровізації, де продемонструвала високий виконавський та педагогічний професіоналізм в роботі за системою ABRSM. Студентка, яку підготувала Т. Шабанова, посіла 2-е місце на Qatar Music Competition [Архівовано 25 лютого 2019 у Wayback Machine.] в старшій віковій категорії.
Починаючи з 1993 року, Тетяна Шабанова є активним концертним виконавцем. У різних містах України і за її межами нею зіграна величезна кількість концертів: сольні концерти з програмою, що поєднує класичну і джазову музику, також концерти спільно з своїми учнями та студентами. Брала участь у багатьох міжнародних фестивалях і конкурсах, джазових фестивалях в України (у Києві, Ужгороді, Рівному, Сімферополі, Ялті, Донецьку та ін.)
Виступала з відомим джазовим музикантом Валерієм Колесніковим  [Архівовано 29 жовтня 2020 у Wayback Machine.].

## Особливості творчого методу
Тетяна Шабанова — концертний виконавець найвищого рівня. Їй притаманне віртуозне володіння усіма видами фортепіанної техніки, сильний емоційний вплив на слухача. До кожного музичного твору, не залежно від стилю і жанру, вона закладає підґрунтя у вигляді своєї власної концепції, яка базується на ретельному комплексному аналізі нотного тексту, а також історичних, філософських, світоглядних передумов його створення. Це дозволяє їй не замикатися на обмеженому концертному амплуа, виконувати музику всіх епох і у будь-якому стилі.
Як виконавець-імпровізатор Тетяна Шабанова виходить далеко за межі джазового стилю. У її виконанні можна почути як джазові стандарти, так і імпровізації на власні теми. Тетяні Шабановій властива мобільність і творча відкритість, що дозволяє їй брати участь в оригінальних новаторських проектах, які поєднують різні види творчості, наприклад, імпровізація музики до живопису, а у 2013 р. в ILKO Gallery [Архівовано 19 серпня 2017 у Wayback Machine.] (м. Ужгород) нею було зіграно безпрецедентний імпровізаційний марафон City Jazz, що складався з годинної нон-стоп імпровізації (шумова частина — DJ М. Тюпа). Як майстер імпровізації, Тетяна Шабанова може експромтом складати тему з випадково обраних елементів, наприклад, цифр номера телефону, і відразу створювати імпровізацію на неї. Це багаторазово було продемонстровано на концертах, лекціях, наукових конференціях.
В імпровізаційній частині своїх концертів Тетяна Шабанова використовує спільне музикування зі слухацькою аудиторією: респонсорність, ритмічний ансамбль.
Тетяна Шабанова також є блискучим концертмейстером. Підкреслюючи і підтримуючи соліста-виконавця, і знаходячи цікаві нюанси у фортепіанній партії, вибудовуючи загальну драматургію музичного твору, створює яскравий дует як у класичному, так і джазовому концертному виконавстві.
Тетяна Шабанова є автором методики постановки руки, завдяки якій піаніст може виконувати твори будь-якої складності, не відчуваючи незручностей і не отримуючи травм.
Тетяна Шабанова є аранжувальником та композитором. Її творчі можливості дозволяють писати для будь-якого складу інструментів, а також для голосу

## Аранжування джазових стандартів
Аранжування Тетяни Шабанової настільки трансформують і глобалізують зміст тематизму, що, по суті, є самостійними творами.

### Для диксиленду
- Caravan
- Black Orpheus
- Joshua Fit The Battle Of Jericho
- Laura
- Man and Woman
- Run, Run Blues

### Для флейти
- La Belle (Sting)
- The Shadow Of Your Smile

### Для скрипки, віолончелі і фортепіано
- Go Down Moses
- Down By The Riverside
- Careless Love
- Some Of These Days
- Yes, Sir, That's My Baby
- Ja-Da
- I Can't Give You Anything But Love
- When The Saints Go Marching In
- Autumn Leaves
- Whispering
- The Man I Love
- St. Louis Blues
- Nobody Knows The Troubles I've Seen
- Mack The Knife
- Lady Be Good.

### Для іншого складу інструментів
Для саксофона-альта, саксофона-тенора и бас-гітари (I місце конкурсу «Yellow Submarine»-2008):
- Come Together
- Op — La — Di Op — La — Da (з фортепіано)
How Insensitive (для двох фортепіано)
Перекладення для двох гітар, флейти, вібрафона и трикутника: С. Прокофьев. Швидкоплинність.

## Власні твори
Memory and dream (одночастинна симфонія для струнного оркестру)
Сюїта для чотирьох скрипок, віолончелі, флейти і фортепіано в трьох частинах attacca: 1. Silence 2. Fairy Tale 3. Pain and Catharsis.
Imagination Of The World (фантазія для брас-квінтету)
Memory (для флейти і фортепіано)
Simphony unorchestra для двох скрипок
Сонет Шекспіра № 104 («Мои глаза в тебя не влюблены») для голосу у супроводі фортепіано.
Для фортепіано: Концертна імпровізація на тему Лібертанго
Концертна імпровізація на тему Va-bank
Оркестровим та ансамблевим творам Тетяни Шабанової притаманне інтенсивне, щільне звучання, яскравий динамічний рельєф. Їх фактура скомпонована таким чином, що створюється ефект звучання набагато більшої кількості інструментів, ніж насправді.

## Нагороди[Архівовано26 листопада 2016 уWayback Machine.]
У 2000 р. Тетяна Шабанова отримала диплом Міжнародного джазового фестивалю «Осінній джазовий марафон» як аранжувальник та керівник диксиленду ПДТУ. У 2007 р. на Міжнародному фестивалі-конкурсі у Чорногорії отримала диплом «Золотий бренд». У 2008 р. стала лауреатом першої премії як керівник студентського тріо та аранжувальник на конкурсі «Yellow Submarine» у Києві, який проходив під патронатом Пола Макартні.

## Основні публікації
1.Основи імпровізації. Навчально-методичний посібник для вищих навчальних закладів культури і мистецтв I—II рівнів акредитації. — Вінниця: Нова книга, 2008. [Архівовано 14 березня 2022 у Wayback Machine.]
2.Проблеми джазової мелодичної імпровізації в системі композиційного синтезу // Мистецтвознавчі записки: Зб. наук. праць. — Вип. 13. — К.: Міленіум, 2008. — С.59–67.
3.Джазова мелодична імпровізація в системі структурно-морфологічного та імпровізаційно-виконавського аналізу//Актуальні проблеми історії, теорії та практики художньої культури: Зб. наукових праць. — Вип. ХХ. — К: Міленіум, 2008. — С. 297—306.
4.Ритміка як чинник синтаксису та морфології у джазовій мелодичній імпровізації//Теоретичні та практичні питання культурології: Зб. наукових статей. Вип. XXVI. Ч. ІІІ. — Мелітополь: Сана, 2009. — С. 104—108.
5.Драматургия в джазе как неотъемлемый фактор импровизационного исполнительского процесса//Науковий вісник НМАУ ім. П. І. Чайковського: Драматургічна організація музичного твору: збірка наукових статей, присвячених проблемі музичної драматургії [Упорядник В. Г. Москаленко]. — К., 2012. — Вип. 104. — С. 178—190.
6.Лекции из курса «Гармония и форма в эстрадной и джазовой музыке» — Мариуполь, 1999.
7. Драматургия в джазе: учебно-методическое пособие / Татьяна Шабанова. — Винница: Нова Книга, 2018. — 124 с. ISMN 979-0-707533-29-1.